# The Roots of Guns N' Roses
The Roots of Guns N' Roses è un album compilation contenente vecchi brani degli Hollywood Rose, uscito il 22 giugno 2004 per l'etichetta discografica Deadline Music (Cleopatra Records).

## Il disco
L'album, prodotto da Chris Weber ex chitarrista del gruppo, raccoglie diverse demo, le prime cinque sono le versioni originali, le cinque successive sono remixate dal chitarrista dei Guns N' Roses Gilby Clarke, e le ultime cinque remixate da Fred Coury, batterista dei Cinderella, che partecipò anche ad un tour con i Guns N' Roses.
I brani remixati da Gilby Clarke, Shadow of Your Love e Reckless Life erano stati registrati con il primo chitarrista dei GNR Tracii Guns.
I brani Anything Goes e Reckless Life furono poi reincisi dai GNR e comparsi rispettivamente sugli album Appetite for Destruction e G N' R Lies.
Curiosamente, Saul Hudson (Slash), Duff McKagan e Steven Adler vennero accreditati come compositori, assieme a Rose, Weber e Stradlin, dei brani Anything Goes, Shadow of Your Love e Reckless Life originariamente degli Hollywood Rose, che vennero poi ripresi dai Guns N' Roses. Infatti quando Rose, Weber e Stradlin composero quei brani, non avevano relazioni con Hudson, McKagan e Adler, e li scrissero ancora prima di fondare i Guns N' Roses con questi tre membri. Presumibilmente per questioni legali quindi, i tre brani sono erroneamente accreditati come composti anche da Hudson, McKagan e Adler, quando realmente vennero scritti solo da Rose, Weber e Stradlin ancora prima di avere una qualche relazione con i primi.
Il 18 gennaio 2005 è stata stampata la versione giapponese per la Sony, con un bonus DVD.

## Tracce

### Versioni demo originali
1. Killing Time (Weber, Rose)
2. Anything Goes (Rose, Isbell, Hudson, McKagan, Adler, Weber)
3. Rocker (Weber, Rose)
4. Shadow Of Your Love (Rose, Isbell, Hudson, McKagan, Adler)
5. Reckless Life (Rose, Isbell, Hudson, McKagan, Adler, Weber)

### Brani remixati da Gilby Clarke
1. Killing Time
2. Anything Goes
3. Rocker
4. Shadow of Your Love (Tracii Guns alla chitarra)
5. Reckless Life (Tracii Guns alla chitarra)

### Brani remixati da Fred Coury
1. Killing Time
2. Anything Goes
3. Rocker
4. Shadow Of Your Love
5. Reckless Life

## Formazione
- Axl Rose - voce
- Izzy Stradlin - chitarra
- Chris Weber - chitarra
- Johnny Kreis - batteria

### Membri esterni
- Tracii Guns - chitarra nelle tracce 9,10